# زهرة الجبل
زهرة الجبل (باليابانية: アルペンローゼ، بالروماجي: Arupen Rōze) ويعرف أيضا بأسم (زهرة الألب)
هي سلسلة مانغا شوجو من تأليف ميتشيو أكايشي، نشرت من قبل شوغاكوكان في مجلة تشاو، منذ أبريل عام 1983 حتى مايو عام 1986، وجُمِعَت فصول المانغا في 9 مجلدات تانكوبون. انتجت إلى مسلسل أنمي تلفزيوني من إخراج كينجي يوشيدا، ومن إنتاج استوديو تاتسونكو برودكشن، عرض الأنمي في 6 أبريل عام 1985 واستمر عرضه حتى 5 أكتوبر عام 1985 على تلفزيون فوجي، وتكون من 20 حلقة. يتحدث عن فترة من الزمن احتل فيها الأعداء بلاد فتاة تُدعى جُمان تعيش في سويسرا، وعاش صبي يدعى حسان مع عمته وزوجها، وفي يوم من الأيام وجد فتاة فاقدة الوعي تدعى حنان «جُمان». هي الناجية الوحيدة من حادث تحطم الطائرة وبسببها فقدت ذاكرتها.. فقرر حسان مناداتها باسم جُمان والعيش معهم حتى تستعيد ذاكراتها..وبعد عدة سنوات كبرت جُمان وقررت أن تبحث عن ماضيها والدليل الوحيد الذي علق في ذاكرتها هي أغنية للحرية تدعى زهرة الجبل..
و حين كبُرت جُمان بدأت المتاعب تُلاحقها بسبب قيام أحد المُتعاونين مع الأعداء (السيد شاكر) بمُلاحقتها. وهُنا تبدأ جُمان برحلة البحث عن أبويها الحقيقين وذلك حين إكتشفت أنهما من أفراد المُقاومه وبعد ذلك يُصاب حسان عند سفرهم بالقطار وتنفجر عليه القُنبلة وهو يُحاول إبعادها عن القطار ويُصبح مفقوداً، وتُواصل جُمان البحث عن أبويها.. وخلال البحث تتعرف على الموسيقار الشهير (عبد القادر جميل) الذي لحن أنشودة «زهرة الجبل»، هذه الأنشودة تبين أن كاتب كلماتها هو «والد جُمان» الحقيقي وتبدأ البحث عن والدها مع الشاب عبد القادر، ولكن شاكر لم يكف عن مُلاحقة جُمان وهناك المزيد من الاحداث الشيقة..

## الشخصيات
شخصية جمان «حنان» وهي فتاة شجاعة فقدت ذاكرتها وكل ما يربطها بالماضي، ولم تكن تفكر كثيرا بهذا الأمر حتى أجبرتها الظروف على ذلك وقد كانت تتدرب لتصبح ممرضة الأمر الذي اتضح أنه مفيد خاصة وأن أصدقائها كثيرا ما يصابون بالاذى من اجلها كطلقات نارية تملأ أذرعهم وغير ذلك الكثير
وأيضا هناك شخصية حسان وهو فتى ذو قلب صافي وإصرار على تخطي الصعاب، لا يحب أن يقلق الآخرين بمشاكله الخاصة لا سيما في الحلقات الأخيرة حين علم أن له شقيقا يعمل كقاتل محترف مع الأعداء، وهو حقيقة يحب الخيول وقادر على ترويضها مهما بلغت شراستها، أما شخصية الموسيقار عبد القادر جميل فهي أكثر شخصية أعجبتني حيث أنه حين كان صبيا ألف لحنا لأغنية رائعة قرروا جعلها الأغنية المعبرة عن مقاومة الأعداء كانت تلك أغنية زهرة الجبل، عاش بعد ذلك وحيدا وبعزلة تامة بعد أن فر والداه من البلاد لينضموا لوفود المقاومين للأعداء، طوال ستة أعوام كان يتردد على غرفة سرية بقصره الضخم وهو يألف ألحانا عن المقاومة، طيب القلب يحترمه الجميع في وطنه حيث أنه ذائع الصيت وهو هادئ الأعصاب ومرهف الإحساس رغم هذا فهو شجاع ولا يهمه الموت من أجل بلاده، ويحاول الأعداء استمالته إليهم ليستولوا على لحن أغنية زهرة الجبل ولكن عبثا يحاولون.
، ومن الشخصيات الرائعة والغريبة في نفس الوقت شخصية باسل الأخ الأكبر لحسان وهو غريب الأطوار من الصعب أن تكتشف إن كان طيبا أو النقيض من ذلك، يبدو أنه عانى الكثير في صغره حيث اكتشف على حين غرة أن أمه التي ترعرع بين أحضانها ليست بأمه بل وأنها قد اختطفته حيث أبدلت طفلها الميت به في المشفى وحين كبر أصبح قاتلا يعرف باسم «فرهود» يعمل عند السيد شاكر،
أما النبيل شاكر فهو شاب مهذب يجيد اللعب بالكلمات يتعاون مع الأعداء للحصول على منطقة يوسع نفوذه من خلالها وله كبرياؤه الخاص يظهر ذلك جليا في طريقة كلامه طوال المسلسل يحاول القبض على«جُــمان» لسبب غامض ينكشف في آخر الحلقات.

## القصة
في إحدى الليالي وبالتحديد في طائرة مظلمة حيث جلست طفلة مع ببغائها الأبيض غير مدركة لما يجري حولها كانت أصوات إطلاق النيران تعلو وتعلو وفجأة صوت يقول سلمى..اعتني بحنان، في تلك اللحظة امرأة شابة تقفز من المروحية وهي تحمل طفلة بين ذراعيها وسط دخان كثيف يلف المكان، ثم المشهد التالي يكون حين تستيقظ الطفلة على أنغام عزف الناي لترى صبيا مع أغنام يرعاها يقترب وهو يقول"صباح الخير"...ثم تتوالى الأسئلة:"من أنت؟!!..من أين أنت؟.." أين أبوك وأمك؟!!"
-أبي وأمي؟!!-
نعم. أين هما؟!!
-لست أدري.
-لا تدرين! ما اسمك إذن؟
-اسمي أنا؟ أنا لا أعرف اسمي...لا أعرف شيئا...لا أعرف.....
فجأة يصرخ الببغاء "زهرة الجبل..زهرة الجبل
-زهرة الجبل!ماذا تعني؟
-نعم نعم.زهرة الجبل...نطق الببغاء.
ثم يظهر المشهد التالي ويكون بعد ستة أعوام نرى تلك الفتاة تعمل كممرضة وقد أصبحت جميلة جدا
المهم نراها تجري نحو الغابة لترى ذلك الصبي وقد اعتدى عليه أحد النبلاء بالضرب وأوقعه على الأرض أخذت تنادي "حسان !هل أنت بخير؟
-جمان !نعم أنا بخير
«نلاحظ نظرة غريبة على وجه النبيل الشاب عند رؤيتها حيث تغيرت نظرته وكأنه يتذكر شيئا ما»
فإذا بها تصرخ بوجهه «ألا تخجل من نفسك؟» حينها صوب بندقيته نحوها
-يبدو أنك لا تصوب بندقيتك إلا للضعفاء!قالت جمان وهي تشيح ببندقيته عن وجهها
-سأخذ هذه الفتاة معي إلى قصري.هيا.وأشار إلى أتباعه فقبضوا عليها
وحين حاول حسان مساعدتها أصابه بعيار ناري في ذراعه...
تحدث بعض المواقف المثيرة بعد ذلك: كهروب جمان مع حسان من القصر ثم من المدينة بعد أن ضيق النبيل «شاكر» عليهما الخناق وكانفجار قنبلة يتسبب برمي حسان بعيدا في النهر غير أن الشرطة لم تجد جثته قائلين«ربما تحول إلى أشلاء !!»
تقرر جمان أن تجد عبد القادر جميل الذي كان حسان ينوي ايجاده من أجلها والذي اكتشف أنه كاتب ألحان زهرة الجبل، فهل ستكشف الستار عن ماضيها الحزين؟ومن هو عبد القادر جميل وهل سيساعدها في العثور على والديها وان عثرت عليهما كيف ستكون حالتهما؟ثم لم كل هذا الإصرار من شاكر للقبض عليها؟وهل سيظهر حسان مرة أخرى؟!!!

## الأصوات العربية

### نسخة المركز العربي
بطولة
- إيمان هايل - جمان، والدة جمان
- تيسير عطية
- محمد القباني
- وفاء قسوس
- محمد حلمي
- سهير فهد
- غنام غنام
- حميدة العربي
- عبد الفتاح جبارة
- هشام حمادة
- رانية فهد

بالأشتراك مع
- ماهر خماش (مدرجة باسم ماهر الخماش)
- حسين أبو حمد (مدرجة باسم حسين أبوحمد)

### نسخة مركز الزهرة
الممثلون
- رغدة الخطيب - جودي
- عادل أبو حسون
- آمنة عمر - جودي
- إياس أبو غزالة - لإندي
- محمد مصطفى
- لمى هاشم

و
- يحيى الكفري
- منصور السلطي
- أيمن السالك
- فاطمة سعد

## طاقم العمل

### نسخة ستوديو مؤسسة العنود
المقدمة
- ترجمة: محمد الظاهر، منية سمارة.
- تسجيل ومكساج: محمد الخروف
- اشراف هندسي: مهندس ثاني المومني
- متابعة الإنتاج: حمزه محمد
- تلحين الأغاني: وائل ابونوار
- تنفيذ: نصر عناني

النهاية
- تم التسجيل ولدوبلاج في ستوديو مؤسسة العنود

عمان - الأردن
ص ب: 540443
ت: 690808
- تنفيذ: نصر عناني
- مع تحيات: مؤسسة العين للأعلان قسم الأنتاج الفني

### نسخة مركز الزهرة
- الإعداد: سامي خويص
- المراجعة: د.شفيق بيطار، عماد عكر
- التدقيق اللغوي: رمضان أيوب
- الترجمة: نوار الحمصي
- الصوت والمكساج: نديم سليمان
- المونتاج: سامر أبو حمد
- التترات: محمد القزة
- كلمات الشارة: سامر رضوان
- لحن الشارة: إبراهيم سليماني
- غناء: سونيا بيطار
- تسجيل الشارة: أبي سكر
- إدارة الإنتاج: رضوان حجازي
- المتابعة المالية: محمد حسان مهنا، عبد القادر نبهان
- إنتاج وتوزيع: CARTOON STAR (ماهر الحاج ويس)
- تنفيذ الدوبلاج: مركز الزهرة
- الإشراف الفني: مروان فرحات

## روابط خارجية
- زهرة الجبل على موقع ANN manga (الإنجليزية)